# Chantal Coché
Chantal Coché, född 1826, död 1891, var en belgisk fabrikör. 
Hon var dotter till Jean-Jacques Coché (d. 1852), ägare av den berömda porslinsfabriken på chaussée de Wavre i Ixelloise. Hon gifte sig med fransmannen Emile Vermeren (d. 1869), som efterträdde hennes far som fabrikens direktör. Själv efterträdde hon sin make som direktör 1869 och drev fabriken med stor framgång tills hon överlät den på sin systerdotter Marthe. 